# Euglossa solangeae
Euglossa solangeae là một loài Hymenoptera trong họ Apidae. Loài này được Nemésio mô tả khoa học năm 2007.